# La societat literària i el pastís de pela de patata
La societat literària i el pastís de pela de patata (títol original: The Guernsey Literary and Potato Peel Pie Society) és una pel·lícula de drama romàntic dirigida per Mike Newell. Es basa en la novel·la homònima escrita per Mary Ann Shaffer i Annie Barrows. Es va estrenar a Londres el 9 d'abril del 2018 i en cinemes catalans el 26 d'octubre del mateix any, en versió doblada i versió original subtitulada en català.

## Argument
El 1946, poc després de la finalització de la Segona Guerra Mundial, l'escriptora i periodista d'èxit Juliet Ashton cerca un argument per al seu següent llibre. Per mitjà de Dawsey Adams comença a cartejar-se amb residents de la petita illa de Guernsey, localitzada al canal de la Mànega i entra en contacte amb els membres d'una curiosa societat literària nascuda durant l'ocupació alemanya. La Juliet accepta la invitació que li fan per visitar Guernsey i conèixer els seus habitants, on trobarà molt més que una gran història.

## Repartiment
- Lily James: Juliet Ashton
- Jessica Brown Findlay: Elizabeth McKenna
- Michiel Huisman: Dawsey Adams
- Tom Courtenay: Eben Ramsey
- Glen Powell: Mark Reynolds
- Katherine Parkinson: Isola Pribby
- Matthew Goode: Sidney Stark
- Penelope Wilton: Amelia Maugery
- Bronagh Gallagher: Charlotte Stimple
- Nicolo Pasetti: Christian Helman
- Clive Merrison: Mr. Gilbert
- Bernice Stegers: Mrs. Burns
- Andy Gathergood: Eddie Meares
- Kit Connor: Eli
- Florence Keen: Kit
- Marek Oravec: Oficial alemany
- Jack Morris: Soldat alemany
- Stephanie Schonfield
- Pippa Rathborne
- Emily Patrick
- Rachal Olivant

## Al voltant de la pel·lícula
Les escenes de The Guernsey Literary Potato Peel Pie Society es van filmar al llarg de la costa del nord de Devon i al Sud-est d'Anglaterra.
Entre d'altres llocs de rodatge de la pel·lícula hi ha també l'abadia de Hartland, els molls de Bristol i la Sicilian Avenue de Londres.
Va recaptar 23,1 milions de dólars arreu del món, distribuits en 7,8 milions als cinemes del Regne Unit, 8,4 milions a la resta de sales d'Europa i 6,9 milions dels espectadors de l'àrea d'Austràlia i Nova Zelanda.